# ニーベルンゲンの歌

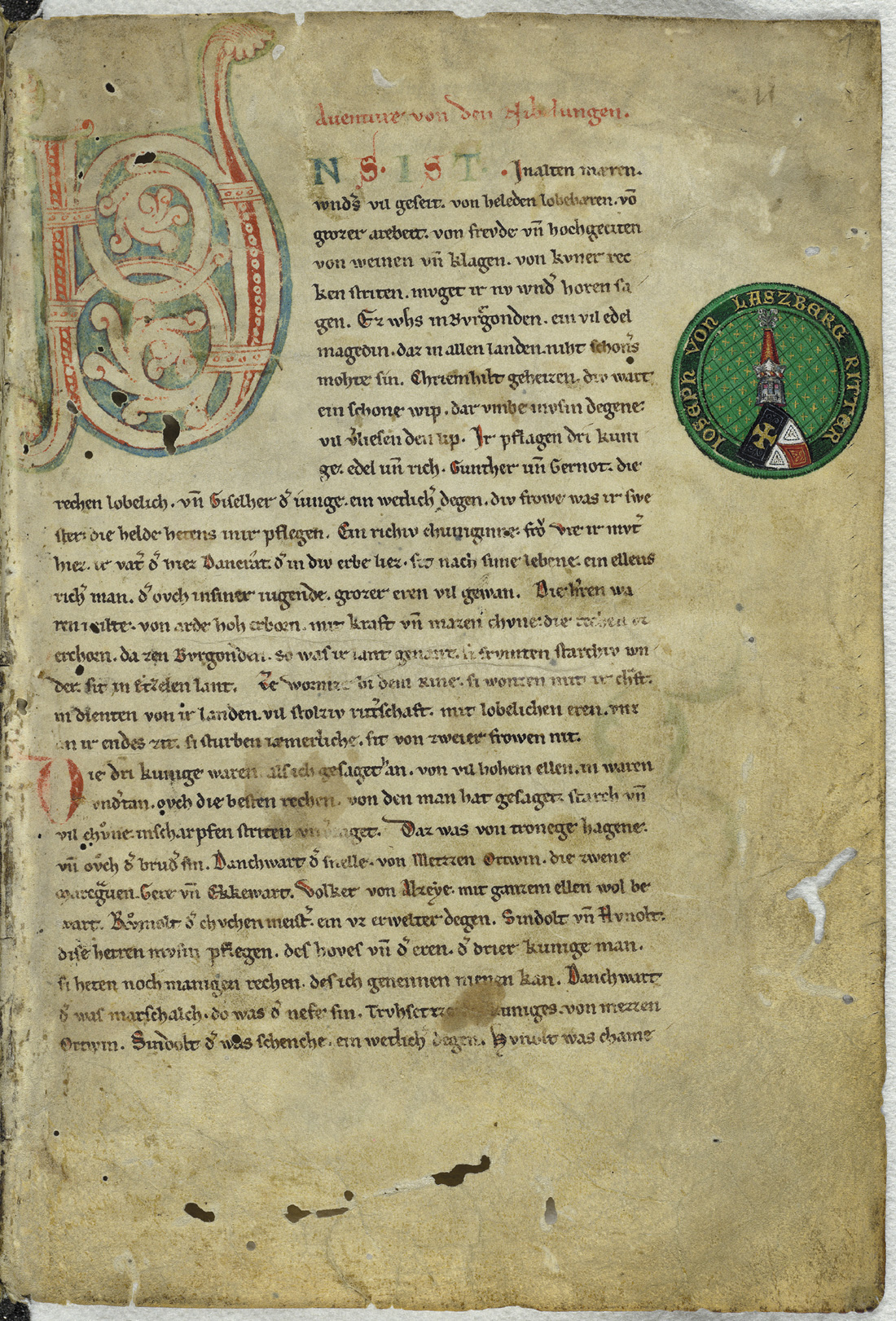
ニーベルンゲンの歌写本Cの1ページ目。

『ニーベルンゲンの歌』（原題、独: Das Nibelungenlied）は、中高地ドイツ語で書かれた叙事詩。ネーデルラントの英雄・龍殺しのジークフリートの非業の死と、ブルグント王国の国王の妹でジークフリートの妻のクリームヒルトの復讐劇を描く。
『ニーベルンゲンの歌』はキリスト教化前のドイツの英雄的主題（ニーベルンゲン伝説）に基づいているが、それらには口承伝説や5世紀から6世紀にかけて起きた歴史的な出来事や人物が含まれている。古ノルド語によって、これに類する伝説が『ヴォルスンガ・サガ』や『スノッリのエッダ』、『古エッダ』、『ノルナゲストの伝説』、『シズレクのサガ』に残されている。
2009年、『ニーベルンゲンの歌』の主な3写本がその歴史的な重要性を認められてUNESCOのユネスコ記憶遺産に登録された。

## あらすじ

### 登場人物
- ジークフリート - ネーデルラントの王子。小人のニーベルング族を征服したことで莫大な財産を得ている。クリームヒルトを妻にする。
- グンテル - ブルグント王国（411年 - 1378年）の国王。クリームヒルトは妹。
- クリームヒルト - グンテルの妹。ジークフリートの妻となる。未亡人となってから、エッツェルと再婚する。
- ブリュンヒルト - イースラントの女王。グンテルと結婚する。
- ハゲネ - ブルグント王国の重臣。
- エッツェル - フン族の王。未亡人となったクリームヒルトに求婚する。
- ブレーデリン - エッツェルの弟。
- ディートリッヒ - 東ゴート族の王（454年 - 526年）。エッツェル率いるフン族に加勢する。
- ヒルデブラント - 東ゴート族の騎士。

### 前編

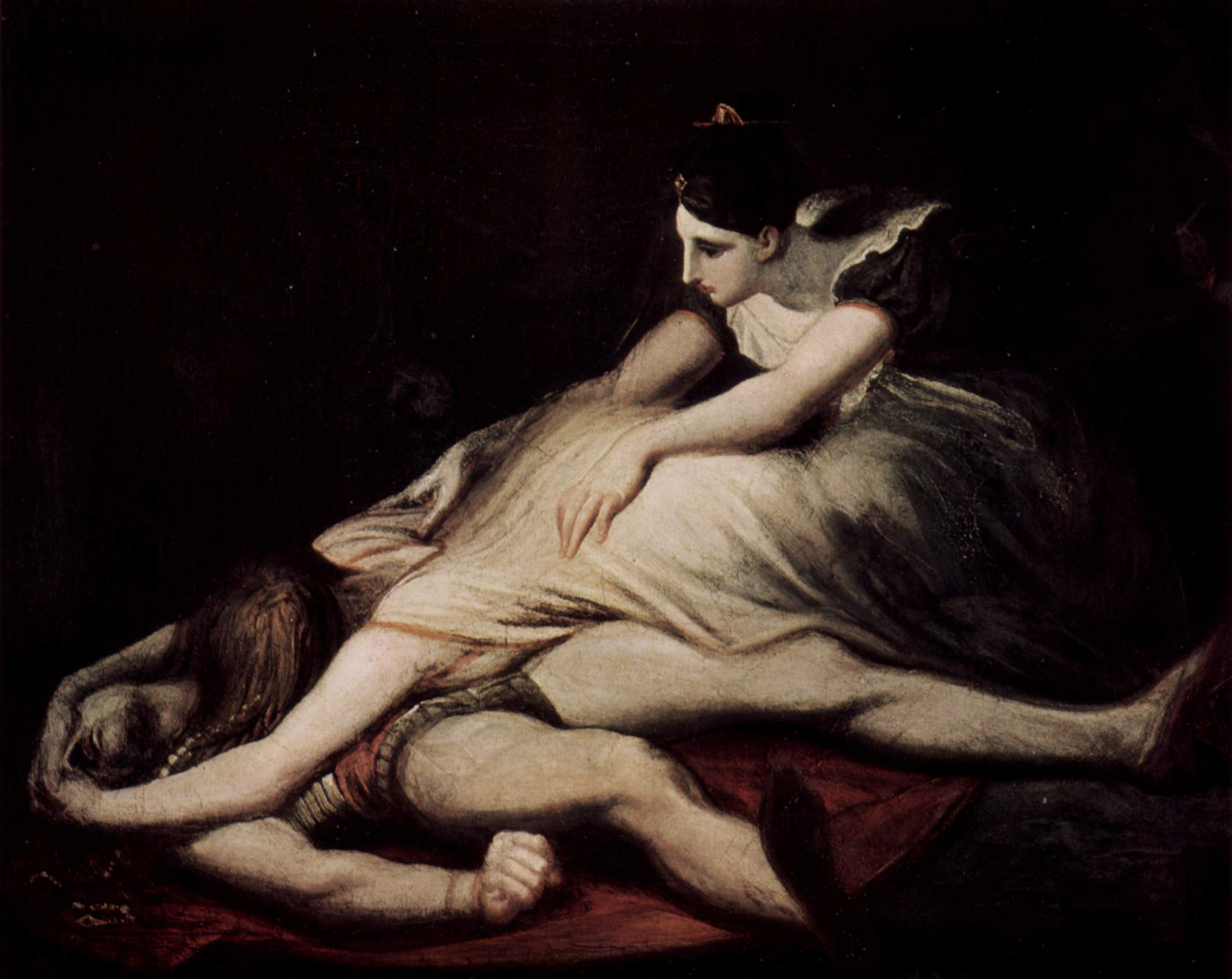
ヨハン・ハインリヒ・フュースリー作。殺されたジークフリートと悲しむクリームヒルト。

剛力無双の勇者であるネーデルラントの王子ジークフリートは、ブルグント国王の妹で、名高い美少女のクリームヒルト姫の噂を聞き、ブルグント国を訪れてクリームヒルトに求婚した。また、クリームヒルトの兄の王であるグンテルは凡庸な男だったが、イースラント（アイスランド）の女王ブリュンヒルトに求婚していた。美貌の一方で大力の女傑であったブリュンヒルトはそれまで数多くの求婚者と武術で勝負し、相手をことごとく打ち殺していた。ブリュンヒルトはグンテルの求婚にも、「私と武術の試合をし、勝てたなら妻になりましょう」と返答する。
そこでジークフリートとグンテルは一計を案じ、ジークフリートの持つ秘宝「隠れ蓑(着る者の姿を隠すマント)」を着てグンテルを手助けし、ブリュンヒルトを打ち負かした。負けるはずがないと思っていたブリュンヒルトは不本意であったが約束通りグンテルと結婚し、国王の信頼を得たジークフリートはクリームヒルトと結婚する。婚礼の夜、王妃となったブリュンヒルトは寝室でグンテル国王を押さえつけて縛りあげ、素っ裸で天井からぶら下げてしまった。その話を聞いたジークフリートは次の晩、グンテルに変装して寝室に入り、逆にブリュンヒルトを腕ずくで組み敷く。それ以来、ブリュンヒルトはおとなしくグンテルに従うようになった。

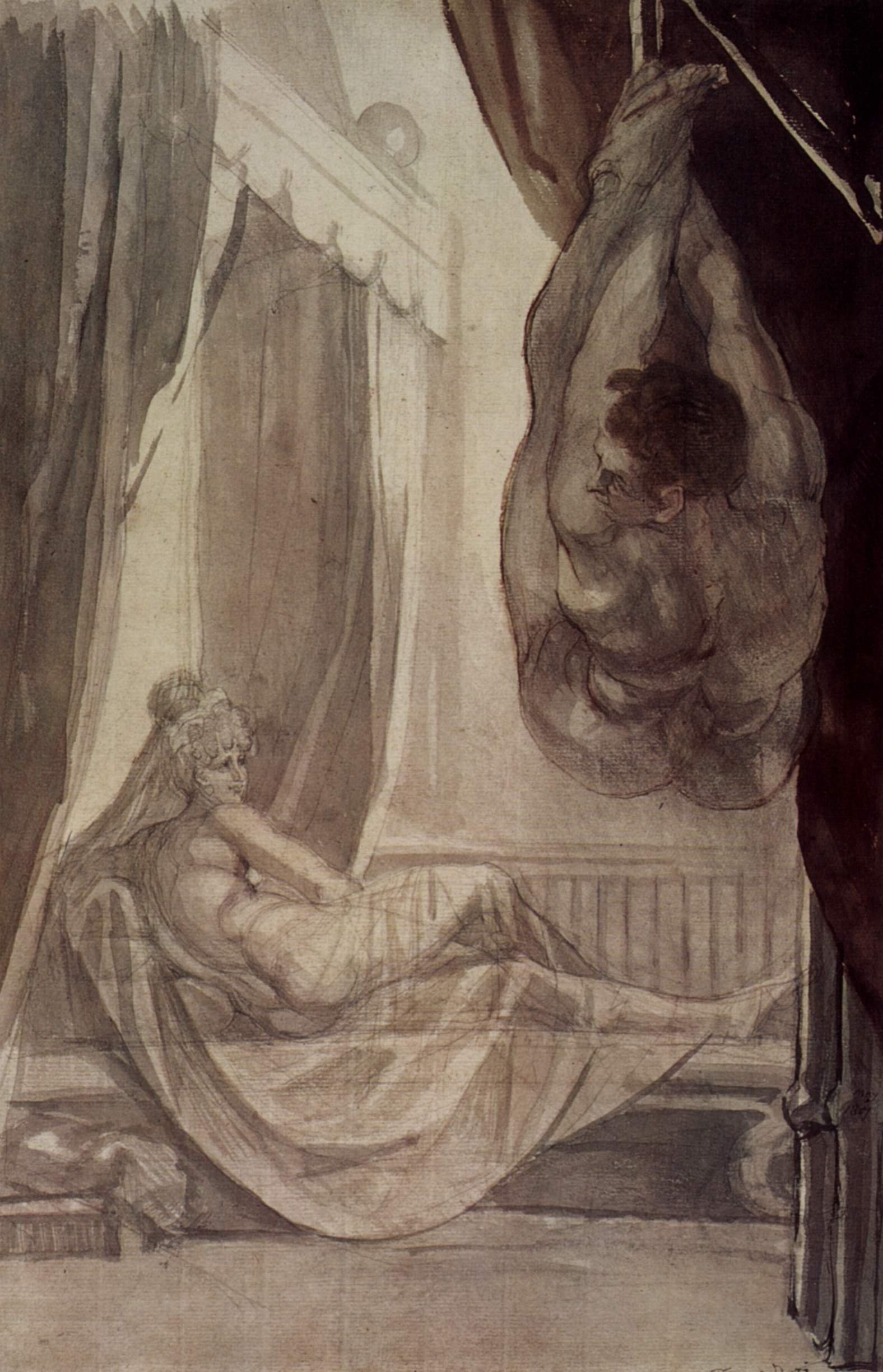
天井から吊られたグンテル王。ヨハン・ハインリヒ・フュースリー作 (1807)

数年後、ネーデルラントからブルグントに里帰りしたクリームヒルトはブリュンヒルトと互いの夫の上下関係で口論になる。感情的になったクリームヒルトは、婚礼の次の夜、寝室でブリュンヒルトを押さえつけたのはジークフリートであったことを公の場で暴露してしまう。恥をかかされたブリュンヒルトは自室に逃げ帰り、屈辱の涙を流した。
ブリュンヒルトおよび王家に恥辱を加えられたことで、ブルグントの騎士団は憤激した。重臣のハゲネは不名誉をそそぐため、ジークフリートへの報復を計画する。ハゲネは狩猟大会にジークフリートをおびき出し、森の中で不意討ちして謀殺した。さらに、ジークフリートがかつて小人のニーベルンゲン一族を征服して得た莫大な財宝を、クリームヒルトが人々に分け与えて支持者を増やしているのを警戒し、財宝を取り上げてライン川の底に沈める。

### 後編

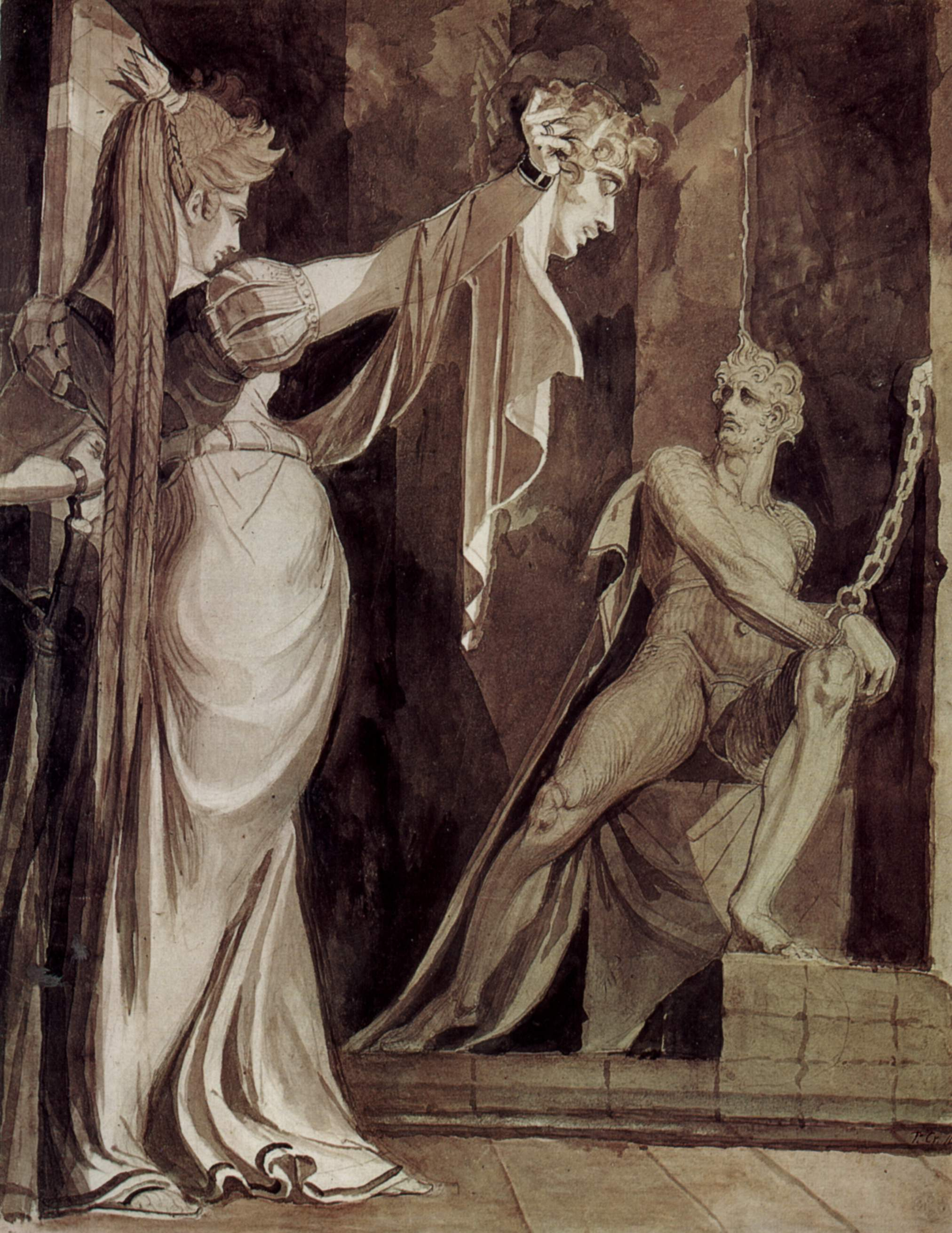
ヨハン・ハインリヒ・フュースリー作。グンテルの首をハゲネに見せ付けるクリームヒルト。

未亡人となったクリームヒルトは、フン族の王エッツェルから求婚される。ジークフリートを忘れられないクリームヒルトは乗り気ではなかったが、ある計画のためにエッツェルとの再婚を承諾する。計画とは、フン族の武力を利用してブルグント国を滅ぼし、ジークフリートの仇を討つことであった。
数年後、クリームヒルトは現夫エッツェルに、友好を装ってグンテルはじめブルグントの人々を招待させた。ハゲネはクリームヒルトの意図を疑い反対するが、結局グンテルとブルグント騎士団は千人の使節団を編成し、フン族の国を訪れる。一行がライン河を渡河するとき、ハゲネはローレライから一行の運命について「１人を除き、全員が死ぬだろう」との不吉な予言を聞く。また東ゴート族の王で当時フン族の客分だった勇者ベルンのディートリッヒは、クリームヒルトが復讐を企てていることを使節団に警告する。その後、クリームヒルトはディートリッヒにも復讐計画に助力するように依頼するが断られる。
クリームヒルトはエッツェルの弟ブレーデリンを買収し、歓迎の宴に出席した使節団を襲撃させる。騙し討ちに気づいたハゲネは刀を抜き、宴席にいた幼い王子を斬り殺す。そしてブルグントとフン族は完全に決裂し、フン族の同盟軍であるデンマークや東ゴート族をも巻き込む凄惨な殺し合いが始まった。クリームヒルトは宮殿広間の扉を閉じて使節団を閉じ込めてフン族の戦士を次々に突入させるが、使節団の死に物狂いの反撃によって戦士のほとんどを失う。使節団側も死闘の中で次々と討ち死にし、広間に立てこもる生き残りはグンテルとハゲネの二人だけとなった。加勢を断ったものの、部下を皆殺しにされたディートリッヒが広間に入り、ハゲネとグンテルを生け捕りにする。
クリームヒルトは地下牢に拘束されたハゲネに、ジークフリートの遺したニーベルンゲンの財宝を渡すなら命を助けると言う。しかしハゲネは「グンテル王が生きている限り、財宝のありかは話せない」と拒絶した。そこでクリームヒルトは「二人の命は助ける」というディートリッヒとの約束を破り、兄であるグンテルを斬首し、生首をハゲネに見せつけた。ハゲネがそれでも財宝の所在を明かすのを拒んだため、激昂したクリームヒルト王妃は剣を取ってハゲネを斬殺した。その剣はジークフリート王子の形見の剣・バルムンクだった。東ゴート族の騎士ヒルデブラントは、敵ながらも縛られて無抵抗の勇士に対する仕打ちに激高し、クリームヒルトを斬り殺す。残されたエッツェルとディートリッヒは、死んでいった多くの勇士たちを思い悲嘆にくれる。

## 構成
全39歌章からなる。元々は前編後編と分けられてはいないが、その内容の性質上、ブリュンヒルト伝説を元にしている部分（1 - 19歌章）を前編、ブルグント伝説を元にしている部分（20 - 39歌章）を後編と分けるのが一般的になっている。詩節数は写本によって差異があるが、現在もっとも原本に近いとされる写本Bは2379節である。もっとも矛盾・齟齬が多い写本Aは2316節、また写本Cは2440節からなっている。
韻文であり、長い2行詩を2つ合わせた構造で書かれている。1行目と2行目、3行目と4行目で脚韻を踏む形となっているほか、強拍・次強拍の並びにも規則性があり、歌全般でそれら規則が守られている。この構造はニーベルンゲン詩節と呼ばれる独特なものである。そのためリズム感に富むと評されるが、現代語、および他言語への翻訳版では当然ながらこの構造は再現不可能である。

### 舞台
ニーベルンゲンの歌は、他の叙事詩と比べて地理的にスケールの大きい作品である。その舞台はライン河畔で、特にヴォルムスを中心としている。クリームヒルトに求婚するジークフリートの故郷はネーデルラント、グンテル王が赴くのはアイスランド、エッツェルの治める国はハンガリーとされており、中世文学に類のない広がりを見せている。
また物語の結末がブルグント国の騎士達とクリームヒルトの死によって終わるという徹底した悲劇であるところも同時代の基準から外れている。この点でも古くからある雑多な物語の集成といった作業を通じて成立したことを予想させる。

## 表題
中高ドイツ語による原題は、写本によって Der Nibelunge liet と Der Nibelunge Nôt の2通りの表記がある。『ニーベルンゲンの歌』とは前者を訳したものであり、後者の場合『ニーベルンゲンの災い』と訳されるべきである。ただし1898年の英訳版は表題を『Fall of the Niebelungs』（ニーベルング族の没落）としている。
なお、ニーベルンゲン (Nibelungen) とは本来「ニーベルング」の属格形である。1909年の英訳版は表題を『Nibelungenlied』（「ニーベルングの」+「歌」）としている。このため『ニーベルンゲンの歌』は、「ニーベルングの」という意味が既にある言葉にさらに格助詞「の」を付けた重言で、誤りであるという意見もある。この考え方から『ニーベルングの歌』あるいは『ニーベルングの災い』と訳されることもある。
しかし一方、ニーベルンゲン（Niebelungen）はニーベルンゲ（Niebelunge）の複数形でもあり、この場合は主格でも「ニーベルンゲン」である。原題の冠詞を中高ドイツ語の文法で解釈するとこれは複数形であるので、「ニーベルンゲンは属格であるから誤りだ」という主張は成り立たない。一方でワーグナーの楽劇の原題は Der Ring des Niebelungen であり、ここでのニーベルンゲンは単数形属格である。ただしいずれにしろ、単数形主格はニーベルンゲ（Niebelunge）であり、ニーベルングではない。
表題の由来についてはいくつかの説がある。ニーベルングがジークフリートによって滅ぼされた小人のニーベルング族を指すとするならば、物語全体の前史に過ぎない部分（劇中においては過去形で語られるのみである）が題名になっていることになることもあり、論点となっている。
- 滅ぼされた小人族のことを意味するのではなく、その財宝を持つものをニーベルングと呼ぶのだとする解釈がある。財宝をジークフリートから奪ったブルグント族が後編に入るとニーベルング族と呼ばれるようになっていることなどが根拠として挙げられる。
- 英語翻訳者マーガレット・アーマー（英語版）は表題を Fall of the Niebelungs（ニーベルング族の没落）とするなど、財宝を奪われた小人のニーベルング族の祟りを示唆している。
- ドイツ語の霧 (Nebel) と関連付けて、ニーベルングを「霧の子」、つまり霧のようにはかなく滅びていくものという意味にとる説もある。

## 成立と再発見

### 叙事詩の成立
元になったジークフリートの物語は、北欧神話のシグルズの物語と起源を同じくし、後半のクリームヒルトの物語は、12世紀にドナウ川流域で作られたとされるブルグント族の滅亡をうたった叙事詩に由来する。
『ニーベルンゲンの歌』は、他の詩篇などとの関わりから1200年から1205年頃に成立したと考えられているが、作者については高い教養をもっていただろうということしか分からない。ミンネゼンガーなのか、騎士なのか、僧侶なのか、今なお判然としない。ただし出身地については、作中におけるドイツ南東部のパッサウからオーストリアのウィーン近郊の描写が他の部分に比べ非常に正確であり、またドナウ川などの記述が体験的なものであることから、この一帯出身であるとほぼ確定されている。
現在に伝わっている写本の数から、成立以降この作品はかなりの好評を博していたと予想される。しかし16世紀頃を最後に急速に忘れ去られていった。

### 再発見と研究
16世紀頃から、急速に忘れられていた『ニーベルンゲンの歌』は1755年にリンダウの医師ヤーコプ・ヘルマン・オーペライトにより、オーストリア西部フォアアールベルクのホーエン・エムス伯爵の図書館でその写本が再発見された（13世紀末、写本A）。これを皮切りに現在までに完本・断片合わせて30以上の種類が発見されているが、主なものは「ホーエン・エムス・ミュンヘン本」と呼ばれる写本Aを含む3種類である。そのひとつが、1768年にザンクト・ガレンにある修道院図書館から発見された別系統の写本であり（13世紀半ば、写本B）、もうひとつは19世紀半ばに発見された「ホーエン・エムス・ラスベルク本」と呼ばれる、3つの中では一番詩節数が多い写本である（13世紀前半、写本C）。これら3種の写本はABCの順で詩節数が少なく (Aがもっとも少ない)、また同様にAが最も矛盾や齟齬が多い。
『ニーベルンゲンの歌』は一人の作者によって作り上げられたものなのか、複数の人物が作り上げたものが集った結果なのかという問題は、この物語における論点のひとつであった。19世紀はじめ頃カール・ラッハマンは、この作品は複数の人物によって作り上げられたものが集って完成したものだとする「歌謡集積説」を唱えた。一方、アドルフ・ホルツマンやフリードリヒ・ツァルンケはラッハマンとは逆の考えを唱え、この叙事詩は一人の人物によって作り上げられたものであると主張した。
20世紀に入り、アンドレアス・ホイスラーがラッハマンの歌謡集積説を否定、「発展段階説」と呼ばれる説を唱えた。これは、物語は主に2つの流れ（ブリュンヒルト伝説とブルグント伝説）が別々に段階的に発展した後、ある時期に纏め上げられたものであり、『ニーベルンゲンの歌』自体は一人の作者によって作られたものであるという主張である。この説も推測の域をでていないこともあり、ホイスラーの説が発表された後も、それとは別の成立方法を主張する人物はいるが、現在に至るまでホイスラー以上の説得力を持ちえた説はなく、現在では彼の主張が一般的に受け入れられている。
どの写本が原本にもっとも近いのかという論点については、まずカール・ラッハマンは自身の「歌謡集積説」を理由に、このような成立をしたものは矛盾、齟齬が多いはずであるという考えから写本Aが原本にもっとも近いと主張した。一方、アドルフ・ホルツマンやフリードリヒ・ツァルンケも自身の主張を根拠に、一人で作られたからには最も問題点の少ない写本Cこそが原本にもっとも近いと主張した。その後カール・バルチュ、続いてヴィルヘルム・ブラウネの研究により写本Bがもっとも原本に近いものであるということが明かされ、現在ではこの説が一般的に受け入れられている。日本語訳も写本Bが元となっている。

### 受容
成立以後好評を博し、写本が重ねられていた『ニーベルンゲンの歌』は、15世紀初期には断片的にではあるが変容や加筆もあったことがわかっている。写本に書かれていたと考えられているクリームヒルト救出と竜退治など、ニーベルンゲンの歌以前の伝説においても存在しなかった話が加えられているためである。16世紀頃になると急速に廃れていった『ニーベルンゲンの歌』であるが、ニーベルンゲン伝説としては変容されつつも残っており、16世紀には『不死身のザイフリート』が刊行されている他、多数の作品を作ったマイスタージンガーのハンス・ザックスも『不死身のゾイフリート』を作成している。さらに17、18世紀にはより民衆化された『不死身のジークフリート』が刊行されている。このように一般化していく中で韻文から散文になり、神話的な色は薄れ、より現実的、日常的な解釈が目立つようになった。
『ニーベルンゲンの歌』は発見以降しばらくは日陰者的扱いであった。これはドイツが文化的に外国へ追随していた時代であったためであった。1757年にはヨハン・ヤーコプ・ボードマーが、1782年にはクリストフ・ハインリヒ・ミュラーがそれぞれテクストを刊行しているが、大きな反響はなく、それどころかミュラーはそのテクストをフリードリヒ大王に献呈したものの、まったく価値がないと酷評されている。18世紀の終わりからドイツ・ロマン主義運動が起こるとヨハン・ゴッドフリート・フォン・ヘルダーやグリム兄弟の活躍により徐々に国内文化を見つめ直す下地が完成していき、またナポレオンのドイツ侵攻によりナショナリズムが興隆していくと「ドイツのイーリアス」と称されるほどの高評価をうけるようになった。1827年には、カール・ヨーゼフ・ジムロックにより出版された現代語韻文訳は、1900年に55版を数え、2014年にも新版が出版されている。また、1898年のアリス・ホートンによる英訳を皮切りに、1909年にはシャムウェイが英訳するなど、しばしば英語圏に紹介された。
20世紀初頭ドイツの作家・文学史家アドルフ・バルテルス（de:Adolf Bartels）は、『ドイツ文学史』第1巻で、本作をドイツ人気質を最も完全かつ明瞭に体現した作品と評し、さらに仮にもし歴史からドイツ民族が消え去って、その文学的遺産が僅かだけ残されるとしたら、本作とゲーテの『ファウスト』のただ二書に局限することができる、と賛辞を送っている。

## ニーベルンゲンの歌にちなむもの

### 楽劇
19世紀ドイツの作曲家であるリヒャルト・ワーグナーはこの物語に取材して、4夜からなる楽劇『ニーベルングの指環』を書いた。
なお、ワーグナーの『指環』はアイスランド・サガの中の、『ヴォルスンガ・サガ』や『エッダ』の内容も取り入れている。

### 映画
- 1924年、フリッツ・ラング監督、テア・フォン・ハルボウ脚本で『ニーベルンゲン』の題で映画化された。第一部『ジークフリート』、第二部『クリームヒルトの復讐』の二部からなり、総上映時間が5時間近くにもなる一大叙事詩で、ドイツ・サイレント映画の黄金時代を代表する傑作と呼ばれている。
- 2004年にはウーリー・エデル（Uli Edel）監督、出演クリスタナ・ローケン（ブリュンヒルデ）、ベンノ・フユルマン（エリック/ジークフリート）、アリシア・ウィット（クリームヒルト）、マックス・フォン・シドー（エイヴィン）らによる『ニーベルングの指環』（原題: Ring of the Nibelungs または Dark Kingdom: The Dragon King, Die Nibelungen, Curse of the Ring, Sword of Xantenとも）が制作された。ジークフリートとブリュンヒルデの愛と死を描き、クリームヒルトによる復讐劇は描かれていない。184分。[5]。

### 観光街道
ヴォルムスからオーデンヴァルトにかけては、『ニーベルンゲンの歌』にちなんだ名所が点在しており、これらを結んでヴェルトハイムに至る観光街道が2本あり、一方が「ニーベルンゲン街道」、他方が「ジークフリート街道」と名付けられている。両者を併せて「ニーベルンゲン＝ジークフリート街道」と総称する。
これら2つの街道は、2002年に『ニーベルンゲンの歌』800年記念行事として、共通デザインによる『ニーベルンゲンの歌』の様々な場面を象ったモニュメントを街道沿いの街に設置するなどの活動を行い、『ニーベルンゲンの歌』の普及に務めている。
なお、ジークフリートの出身地クサンテンからエッツェルの宮殿の地グランまでの『ニーベルンゲンの歌』に関連する場所は、2003/4年にカールスルーエにおいて開催された「ニーベルンゲンの歌とその世界」展のカタログ（「参考文献」に示す）、16/17頁と36/7頁の地図に示されている。

## 翻訳
- Anonymous, translated by Daniel Bussier Shumway (英語), Nibelungenlied, ウィキソースより閲覧。

英語訳（他多数）
- マーガレット・アーマー（英語版）『Fall of the Niebelungs』、1897年。
- シャムウェイ（英語版）『The Nibelungenlied』、1909年。

日本語訳
- 雪山俊夫訳『ニーベルンゲンの歌』 岩波文庫（全2巻）、1939年
- 相良守峯訳『ニーベルンゲンの歌』 岩波文庫（全2巻）、初版1955年、改版1975年
- 石川栄作訳『ニーベルンゲンの歌』 ちくま文庫（全2巻）、2011年
- 岡崎忠弘訳『ニーベルンゲンの歌』 鳥影社、2017年